# 椎名裁定
椎名裁定（しいなさいてい），是指1974年日本內閣總理大臣田中角榮被迫下台後，自由民主黨副總裁椎名悅三郎指定三木武夫為后繼黨總裁和首相。

## 背景
1974年7月舉行的參議院選舉中，自民黨敗北，首相田中角榮的支持率急劇下挫，黨內的競爭對手也要求田中下野。10月，著名作家立花隆在《文藝春秋》上發表關於田中金脈問題的特稿，受金錢政治丑聞困擾的田中政權已成窮途末路，田中決定辭職。

## 黨內鬥爭
當時自民黨內大平正芳、福田赳夫、三木武夫、中曾根康弘四名實力派的派閥領袖都角逐后繼總裁之位。其中，中曾根的資歷和實力最弱，基本沒有勝算，他參加角逐只是為了積累資本，並且爭取成為自民黨幹事長。但是其他三人的實力旗鼓相當，互不相讓。大平得到田中首相的支持（大角連合），他們主張舉行公選選出新總裁，因為大平派加上田中派的話，在人數上就占有優勢，大平必定當選。而福田和三木則堅決要求不舉行公選，並且威脅如果舉行公選的話，會不惜退黨另組新黨；三木還已經和民社黨有所接觸，探討保革連合的可能性。自民黨面臨著分裂的危險。
11月22日，自民黨元老保利茂說服了另一位元老椎名悅三郎，成立黨基本問題調查會（椎名調查會）解決黨務紛爭。他們得到的共識是：避免選舉；田中的形象太差，他支持的大平不適宜出任首相，而田中的勁敵福田也不適宜，否則很可能會引起黨內混亂。因為只好採取「長老暫定」，以協商方式指定后繼者。
這個決定得到黨內競爭者的認同，財界也支持椎名指定后繼總裁。

## 裁定過程
一開始，有人建議椎名親自出任「暫定總裁」以穩定局面，但是這個建議為外界詬病，認為調停者不能親自出馬。11月29日，椎名分別回見了4名角逐者，大平正芳問椎名會不會親自出馬，椎名含糊回答，說不會排除這種可能。於是大平在記者招待會上對記者們宣稱椎名準備自己上場，引起轟動。大平試圖因此使椎名失去裁定的權威，從而舉行公選，但是最終沒有成功。
11月30日清晨，《產經新聞》記者藤田義郎拜訪了椎名，椎名向他透漏打算讓保利茂暫任首相。但是藤田表示反對，說保利的形象欠佳，建議提名三木。椎名猶豫了一下之後表示接受。
11月30日早上，椎名在自民黨本部和4名角逐者召開了大半天的五人會談，討論了政策問題和黨的改革的問題。椎名明確表示后繼者將在4人中選出。不過會談氣氛並不良好，福田和中曾根都害怕如果會談決裂會舉行公選，於是密謀如果舉行公選，福田、三木、中曾根三派一同聯合脫黨。
當天晚上，椎名邀請藤田在第二天為他撰寫提名三木武夫的致辭。藤田在得知這個消息之後幾個小時，就通知了三木，三木表示要協助撰寫，於是藤田和三木兩人連夜合作完成了裁定書的講稿。
12月1日早上10:30，椎名再一次召集了4人，向他們宣讀了裁定書：
|  | 我為了國家和國民的利益，以向神禱告的心情進行了深入的思考。新總裁自不待言應該廉潔，而且必須是能夠效力於改進黨的素質和使黨現代化的人。我確信，國民急切希望我黨出現一位懷有不斷鉆研和努力，使黨停止派閥抗爭和脫胎換骨為現代化政黨熱情的人。從這個認識出發，我確信，當此之際，政界長老三木武夫君最適任新總裁，特此推薦。 |

福田首先表示接受這個結果，而中曾根和福田召開了總會之後，中曾根也表示接受。大平表示這是椎名的個人意見，未作正式答覆，他馬上前往田中首相的家中和田中商議，最後他們也決定承認這個裁定。

## 后續
12月4日，三木武夫在自民黨眾參兩院議員總會上當選為新總裁。12月9日，他在國會上被正式提名為內閣總理大臣，內閣在當天成立。三木內閣均衡安排了派閥利益，福田出任副總理和經濟企劃廳長官，大平出任大藏大臣，中曾根出任自民黨幹事長。三木當選總裁後聲稱黨總裁選舉是腐敗之源，打算在三年內完全廢止企業獻金。